# Олівер Валакер Едвардсен
Олівер Валакер Едвардсен (норв. Oliver Valaker Edvardsen; нар. 19 березня 1999, Берум) — норвезький футболіст, нападник клубу «Аякс» (Амстердам).

## Ігрова кар'єра

### Рання кар'єра
Народився 19 березня 1999 року в місті Берум. Вихованець юнацьких команд футбольних клубів Дребак-Фрогн ІЛ, «Стремсгодсет» та «Волеренга».
У дорослому футболі дебютував 2014 року виступами за команду Дребак-Фрогн ІЛ, в якій провів два сезони, взявши участь у 17 матчах чемпіонату.
Своєю грою за цю команду привернув увагу представників тренерського штабу клубу «Волеренга», до складу якого приєднався 2017 року. Відіграв за другу команду «Волеренги» наступні два сезони своєї ігрової кар'єри. Граючи у складі також здебільшого виходив на поле в основному складі команди.
Першу половину 2019 року Олівер відіграв за клуб «Гроруд». 27 квітня забив свій перший гол за команду, в матчі проти «Фрам Ларвік», гра завершилась внічию 1–1.

### Стабек
Влітку 2019 року підписав контракт з клубом «Стабек». 23 вересня, дебютував у складі команди, замінивши Люка Кассі в домашній поразці 1–2 проти «Молде». 10 листопада 2019 року Едвардсен забив свій перший гол у гостьовій перемозі 3–1 над «Ліллестремом». Загалом за «Стабек» Олівер відіграв три сезони.

### Гоу Егед Іглз
15 липня 2022 року підписав трирічний контракт з нідерландським клубом «Гоу Егед Іглз». 7 серпня Олівер дебютував в Ередивізі, вийшовши в стартовому складі в програній домашній грі 0–1 проти АЗ. 13 серпня норвежець забив свій перший гол у матчі проти ПСВ в якому «Іглз» поступились з рахунком 2–5. 7 грудня 2024 року Олівер оформив свій перший хет-трик в переможній грі 5–0 проти клубу НЕК.

### Аякс
31 січня 2025 року Едвардсен підписав контракт з клубом «Аякс» (Амстердам) до червня 2028 року. 9 лютого 2025, дебютував у складі амстердамської команди в переможнмоу матчі 2–0 проти «Фортуни» (Сіттард). У перших шести матчах матчах Олівер відзначився трьома забитими голами.

## Збірна
У 2015 році Олівер зіграв три матчі у складі юнацької збірної Норвегії (U-16).

## Статистика виступів

### Статистика клубних виступів
Станом на 27 квітня 2025
| Клуб              | Сезон             | Ліга              | Ліга | Ліга  | Національний кубок | Національний кубок | Континентальні кубки | Континентальні кубки | Усього | Усього |
| Клуб              | Сезон             | Ліга              | Ігор | Голів | Ігор               | Голів              | Ігор                 | Голів                | Ігор   | Голів  |
| ----------------- | ----------------- | ----------------- | ---- | ----- | ------------------ | ------------------ | -------------------- | -------------------- | ------ | ------ |
| Дребак-Фрогн ІЛ   | 2014              | 2 дивізіон        | 2    | 0     | 0                  | 0                  | –                    | –                    | 2      | 0      |
| Дребак-Фрогн ІЛ   | 2015              | 3 дивізіон        | 15   | 7     | 1                  | 1                  | –                    | –                    | 16     | 8      |
| Дребак-Фрогн ІЛ   | Разом             | Разом             | 17   | 7     | 1                  | 1                  | 0                    | 0                    | 18     | 8      |
| Стремсгодсет 2    | 2016              | 2 дивізіон        | 6    | 0     | 0                  | 0                  | –                    | –                    | 6      | 0      |
| Волеренга 2       | 2017              | 2 дивізіон        | 22   | 2     | 0                  | 0                  | –                    | –                    | 22     | 2      |
| Волеренга 2       | 2018              | 2 дивізіон        | 16   | 5     | 0                  | 0                  | –                    | –                    | 16     | 5      |
| Волеренга 2       | Разом             | Разом             | 38   | 7     | 0                  | 0                  | 0                    | 0                    | 38     | 7      |
| Гроруд            | 2019              | 2 дивізіон        | 16   | 10    | 3                  | 2                  | –                    | –                    | 19     | 12     |
| Стабек            | 2019              | Елітесеріен       | 8    | 2     | 0                  | 0                  | –                    | –                    | 8      | 2      |
| Стабек            | 2020              | Елітесеріен       | 29   | 6     | 0                  | 0                  | –                    | –                    | 29     | 6      |
| Стабек            | 2021              | Елітесеріен       | 25   | 7     | 1                  | 0                  | –                    | –                    | 26     | 7      |
| Стабек            | 2022              | ОБОС-ліга         | 15   | 4     | 1                  | 0                  | –                    | –                    | 16     | 4      |
| Стабек            | Разом             | Разом             | 77   | 19    | 2                  | 0                  | 0                    | 0                    | 79     | 19     |
| Гоу Егед Іглз     | 2022–23           | Ередивізі         | 28   | 7     | 2                  | 0                  | –                    | –                    | 30     | 7      |
| Гоу Егед Іглз     | 2023–24           | Ередивізі         | 33   | 7     | 2                  | 3                  | –                    | –                    | 35     | 10     |
| Гоу Егед Іглз     | 2024–25           | 14                | 8    | 2     | 1                  | 0                  | 0                    | 16                   | 9      |        |
| Гоу Егед Іглз     | Разом             | Разом             | 75   | 22    | 6                  | 4                  | 0                    | 0                    | 81     | 26     |
| Аякс              | 2024–25           | Ередивізі         | 11   | 4     | —                  | —                  | 4                    | 0                    | 15     | 4      |
| Усього за кар'єру | Усього за кар'єру | Усього за кар'єру | 240  | 69    | 12                 | 7                  | 4                    | 0                    | 256    | 76     |

## Досягнення
- Команда місяця Ередивізі: грудень 2024[14]